# 伊藤麻実子
伊藤 麻実子（いとう まみこ、1980年5月22日 - ）は、日本の女優。秋田県出身。エーワン株式会社を経てA.L.C.Atlantis（2023年8月31日廃業）所属。現在の所属事務所はフロム・ファーストプロダクション

## 出演

### テレビドラマ
- スワンの馬鹿! 〜こづかい3万円の恋〜（2007年、関西テレビ）
- ザ・クイズショウ（2008年8月2日、9日、日本テレビ） - 整形前の内田清美
- 33分探偵（2008年8月9日・2009年4月18日、フジテレビ）
- 風のガーデン（2008年9月9日・16日、フジテレビ）
- 夢をかなえるゾウ（2008年11月27日、読売テレビ）
- オトメン（乙男） 第1話・2話（2009年、フジテレビ）
- ママさんバレーでつかまえて（2009年11月5日、NHK総合） - 白石今日子
- 卒うた 第3夜「奏」（2010年3月3日、フジテレビ） - 石塚香織
- ヤマトナデシコ七変化（2010年、TBS）
- プロゴルファー花（2010年、読売テレビ） - 大原道子
- いぬのおまわりさん（2010年7月4日、毎日放送）
- ここが噂のエル・パラシオ（2011年10月 - 、テレビ東京）
- 100の資格を持つ女〜ふたりのバツイチ殺人捜査〜 第5話（2011年10月15日、テレビ朝日）- 愛
- 13歳のハローワーク 第3話（2012年1月27日、テレビ朝日） - 岡田雅子
- 撮らないで下さい!!グラビアアイドル裏物語 第5話（2012年2月10日、テレビ東京）
- 最後から二番目の恋（2012年2月23日、フジテレビ）
- 平清盛（2012年、NHK） - 呈子
- サラリーマンNEO（2012年6月30日、NHK）
- ぼくの夏休み（2012年7月 - 8月、東海テレビ） - 田川菊江
- 勇者ヨシヒコと悪霊の鍵（2012年10月19日・26日、テレビ東京） - 姫（本来の姿）
- 松本清張没後20年・ドラマスペシャル 熱い空気（2012年12月22日、テレビ朝日） - 小林ヒロミ
- サキ（2013年2月5日 - 、フジテレビ） - 道子
- みんな!エスパーだよ!（2013年4月12日 - 7月5日、テレビ東京） - 二宮サリー
- 金曜プレステージ「山田太一ドラマスペシャル・よその歌 わたしの唄」（2013年7月19日、フジテレビ） - 藤上由紀
- 闇金ウシジマくん Season2 第1話（2014年1月17日） - 水野結花
- 私の嫌いな探偵 第2話（2014年1月24日） - 木下よしみ
- ドラマスペシャル 家政婦は見た!（2014年3月2日） - 小林ヒロミ
- 金曜ロードSHOW!特別ドラマ「磁石男」（2014年6月13日、日本テレビ） - 高倉由季子
- まっしろ（2015年1月13日 - 3月17日、TBS） - 安田美玖
- AKBホラーナイト アドレナリンの夜 第19話「恩返し」（2015年12月10日、テレビ朝日） - 平瀬こずえ[1]
- わたしを離さないで（2016年2月5日 - 3月18日、TBS） - 第4話以降レギュラー
- ON 異常犯罪捜査官・藤堂比奈子（2016年、関西テレビ） - 西連地麗華
- 金曜プレミアム 本当にあった女の人生ドラマ「ブスの極み」（2016年11月18日、フジテレビ） - 坂田恵[2]
- Chef〜三ツ星の給食〜（2016年、フジテレビ） - 野田沙織
- おんな城主 直虎 第5話・6話（2017年、NHK）
- 北風と太陽の法廷（2017年） - 太田みどり
- トットちゃん!（2017年） - 駒田雪乃
- PTAグランパ!（2017年） - 日高夏美
- 監獄のお姫さま（2017年、TBS）
- 民衆の敵〜世の中、おかしくないですか!?〜 第3話（2017年11月6日、フジテレビ）
- 日曜プライム 終着駅シリーズ33（2018年） - 中村寿々
- スキャンダル専門弁護士 QUEEN（2019年） - 柏木さつき
- これは経費で落ちません!（2019年7月26日 - 、NHK総合） - 横山窓花
- 連続テレビ小説 エール 第5話（2020年4月3日、NHK総合）
- 日曜プライム 西村京太郎トラベルミステリー72（2020年7月26日、テレビ朝日） - 鷺沼玲奈
- 木曜ミステリー 警視庁・捜査一課長（2020年8月20日、テレビ朝日） - 佐倉千恵里
- 正直不動産（2022年4月12日 - 6月7日、NHK）- 若松直子
  - 正直不動産スペシャル（2024年1月3日、NHK）[3]
  - 正直不動産2（2024年1月9日 - 3月12日、NHK）[3]
- カナカナ（2022年、NHK） - 佐藤さん 役
- やんごとなき一族 第7話 - 第9話（2022年6月2日 - 16日） - 梅川 役
- 祈りのカルテ（2022年） - 近藤幸子 役
- クロサギ（2022年） - 芳賀店長 役
- 18/40〜ふたりなら夢も恋も〜 第1話・第5話（2023年） - 大学の学生課職員
- 厨房のありす（2024年） - 白石雅美 役[4]
- クジャクのダンス、誰が見た？(2025年） - 染田進の妻 役

### テレビバラェティ
- シャキーン!（2017年4月26日 - 6月6日、NHK Eテレ）- 数子

### 映画
- 大洗にも星はふるなり（2009年、日活）
- ゲゲゲの女房（2010年、ファントム・フィルム） - 小豆洗い
- 苦役列車（2012年、東映） - 熊井寿美代
- ボクたちの交換日記（2013年、ショウゲート）
- エイトレンジャー2 - 温田みのり
- 女子ーズ（2014年6月7日、キングレコード）- 劇団員
- プリズン13（2019年8月30日、AMGエンタテインメント） - カミヤマ[5]
- あのコはだぁれ?（2024年7月19日、松竹） - 前川妙子 役[6][7]

### CM
- サッポロビール「サッポロうまい生」（2007年）
- カルビー「ポテトチップス」（2008年）

### 舞台
- 鉄割アルバトロスケット
- ストレンジャー彼女（2012年3月28日 - 4月1日、tsumazuki no ishi）
- 季節のない街（2012年10月4日 - 8日、あうるすぽっと）

### インターネットテレビ
- 深夜食堂-TokyoStories- 第3話[注 1]（2016年10月、Netflix）- 鈴木重美